# العلاقات البرتغالية المولدوفية
العلاقات البرتغالية المولدوفية هي العلاقات الثنائية التي تجمع بين البرتغال ومولدوفا.

## مقارنة بين البلدين
هذه مقارنة عامة ومرجعية للدولتين:
| وجه المقارنة                                              | البرتغال                                                  | مولدوفا                           |
| --------------------------------------------------------- | --------------------------------------------------------- | --------------------------------- |
| المساحة (كم2)                                             | 92.21 ألف                                                 | 33.85 ألف                         |
| عدد السكان (نسمة)                                         | 10.60 مليون                                               | 2.55 مليون                        |
| الكثافة السكانية (ن./كم²)                                 | 114.95                                                    | 75.33                             |
| العاصمة                                                   | لشبونة                                                    | كيشيناو                           |
| اللغة الرسمية                                             | اللغة البرتغالية، اللغة الميراندية                        | اللغة المولدوفية، اللغة الرومانية |
| العملة                                                    | يورو، اسكودو برتغالي                                      | ليو مولدوفي                       |
| الناتج المحلي الإجمالي (بليون دولار)                      | 217.57 مليار                                              | 8.13 مليار                        |
| الناتج المحلي الإجمالي (تعادل القوة الشرائية) بليون دولار | 307.82 مليار                                              | 17.94 مليار                       |
| الناتج المحلي الإجمالي الاسمي للفرد دولار أمريكي          | 19.22 ألف                                                 | 3.65 ألف                          |
| الناتج المحلي الإجمالي للفرد دولار أمريكي                 | 28.76 ألف                                                 | 4.98 ألف                          |
| مؤشر التنمية البشرية                                      | 0.830                                                     | 0.693                             |
| رمز المكالمات الدولي                                      | +351                                                      | +373                              |
| رمز الإنترنت                                              | .pt                                                       | .md                               |
| المنطقة الزمنية                                           | توقيت غرب أوروبا، توقيت غرب أوروبا الصيفي، أوروبا/لشبونة ‏ | ت ع م+02:00، ت ع م+03:00          |

## مدن متوأمة
في ما يلي قائمة باتفاقيات التوأمة بين مدن برتغالية ومولدوفية:
- ترتبط كاشكايش مع Ungheni [الإنجليزية]‏ باتفاقية توأمة.

## منظمات دولية مشتركة
يشترك البلدان في عضوية مجموعة من المنظمات الدولية، منها:
| علم المنظمة | اسم المنظمة                               | تاريخ انضمام البرتغال | تاريخ انضمام مولدوفا |
| ----------- | ----------------------------------------- | --------------------- | -------------------- |
|             | وكالة ضمان الاستثمار متعدد الأطراف        | 6 يونيو 1988          | 9 يونيو 1993         |
|             | الأمم المتحدة                             | 14 ديسمبر 1955        | 2 مارس 1992          |
|             | الفريق المعني برصد الأرض                  | ?                     | ?                    |
|             | منظمة حظر الأسلحة الكيميائية              | ?                     | ?                    |
|             | منظمة التجارة العالمية                    | ?                     | ?                    |
|             | منظمة الشرطة الجنائية الدولية             | ?                     | ?                    |
|             | منظمة الأمن والتعاون في أوروبا            | 25 يونيو 1973         | 30 يناير 1992        |
|             | مؤسسة التنمية الدولية                     | 29 ديسمبر 1992        | 14 يونيو 1994        |
|             | يونسكو                                    | 11 مارس 1965          | 27 مايو 1992         |
|             | مجلس أوروبا                               | ?                     | ?                    |
|             | الاتحاد البريدي العالمي                   | ?                     | ?                    |
|             | البنك الدولي للإنشاء والتعمير             | 29 مارس 1961          | 12 أغسطس 1992        |
|             | الاتحاد الدولي للاتصالات                  | 1866                  | 20 أكتوبر 1992       |
|             | مؤسسة التمويل الدولية                     | 8 يوليو 1966          | 10 مارس 1995         |
|             | المنظمة الأوروبية لسلامة الملاحة الجوية   | 1986                  | 2000                 |
|             | المركز الدولي لتسوية المنازعات الاستشارية | 1 أغسطس 1984          | 4 يونيو 2011         |

## وصلات خارجية
- موقع وزارة الخارجية البرتغالية
- موقع وزارة الخارجية المولدوفية